# ザミーンダーリー制度
ザミーンダーリー制度（Zamindari Settlement）とは、イギリス統治下のベンガル地方を中心に実施されていた土地所有・徴税制度である。制度の名前は、イギリス支配以前の北インドを中心に存在していたザミーンダール（Zamindar、徴税請負人、ペルシャ語で地主を意味する）に由来する。日本語ではザミンダーリー制度、ザミンダーリー制とも表記される。まず1793年にインド総督チャールズ・コーンウォリスによってベンガル管区に導入され、1802年には北サルカールにも適用された。
ザミーンダーリー制度による弊害への批判は、後に南インドで施行されるライーヤトワーリー制度（ライヤットワーリー制度）が考案される一因となった。

## 背景と制度の概略
ベンガル地方と北インドに足がかりを築いたイギリス東インド会社は、地税の徴収にあたって徴税機構の設置、税査定、土地所有権の確定という問題に直面する。一連の問題を解決するため、初代インド総督ウォーレン・ヘースティングズは現地のザミーンダール（徴税請負人）を対象とした税額の競売を開き、最高額の入札者に徴税を委任した。東インド会社と入札者の間には5年の契約期間が締結されたがザミーンダールが税を払えずに破産する例が続発し、加えて1770年に起きた大飢饉によってベンガルの人口の約4分の1が減少した。税の徴収額は安定せず、翌年の税額と徴税者が不確かな状況で、ザミーンダールと農民（ライーヤト）の間に土地開発の気運は起こらなかった。18世紀までにイギリスでは個人の土地保有が社会の安定と進歩の条件になっていると考えられるようになり、またフランスでは重農主義が唱えられていたため、インドにおける土地所有権の見直しが始められる。
1776年にベンガル総督参事会委員フィリップ・フランシスは、ベンガル管区において個人の土地所有権の確立による税収と生産力の維持を提案する、土地の権利法案を提出した。1793年にホイッグ党に所属するコーンウォリスによって、地税の永代定額制度（Permanent Settlement、永代ザミーンダーリー制度、ベンガル永代土地制度）が導入された。制度の制定の背景には、インドのザミーンダールはイギリスのジェントリ（郷紳）と同等の存在であるというイギリスの誤解と、彼らに大土地の所有を認めれば、本国のジェントリと同じようにザミーンダールの経営意欲を刺激できるという計算が合った。地租の定額化と開発によって得られた増収の獲得を保証することで農工業の発達が進展し、その先にあるザミーンダールが蓄えた資本を元手とした商工業の発達、農業投資の活性化、小作人化した農民たちの工業労働力への転換をコーンウォリスたちは予期していた。ほか、イギリスは自国の支持者を生み出すためにイギリスへの依存の度合いが強い特権階級を作り出し、インドの民衆とイギリス本国の緩衝材にする意図があったと考えられている。
永代ザミーンダーリー制度の概略は、以下のように規定される。
- 旧来北インドを中心に存在していたザミーンダールをヒンドゥー、ムスリムの宗教、土地の規模に関係なく一括して「地主」と規定
- ザミーンダール毎によって異なる土地所有の実態に関係無く、独占的な地主的所有権を法律によって承認
- イギリス東インド会社は、個々のザミーンダールと地税徴収の契約を結ぶ
- 税額は固定され、開墾・土地改良により地価と税収の上昇は考慮しない

永代ザミーンダーリー制度の下でザミーンダール達が有していた封建的諸特権は廃止され、近代法的な意味での土地所有権が付与される。ザミーンダール達が貢納する地租は徴収額の11分の10であり、残りを自分の取り分とすることができた。永代定額制度によって、東インド会社は年28,600,000ルピーの収入を確保する。
旧来のインドでは一つの土地には複数の権利者がおり、ザミーンダールはあくまでも徴税権を有する一権利者でしかなく、農民、その他の利害関係者も土地に権利を有していたが、土地の権利はザミーンダールの元に一本化される。ザミーンダール達から守られていた中核的農民層の土地所有権は撤廃され、農民は一括して小作人として扱われた。また、制度の実施に伴って村落共同体内での栽培作物の種類の制限も取り払われ、土地は競売によって入札者の手に渡る投機の対象となった。農民が失った権利には、以下のものが挙げられる。
- 放牧地、灌漑施設、森林地の使用権
- 漁業権
- 住宅地の使用権
- 地代の引き上げに対する保護

## 結果と影響
税額の査定にあたって十分な調査が実施されていなかったため、制定された税額はザミーンダールと農民たちの支払い能力を超えるものになった。税を滞納したザミーンダールの土地は競売にかけられ、旧来のザミーンダールの中には土地を失って没落する者も現れた。競売に出された土地を買い取った都市の有力者が、不在地主として地代だけを受け取る形が一般的になる。また、競売で土地を買い取った高利貸し・商人出身のザミーンダールが新たに生まれる。制度の導入後20年間に約45%の土地が競売にかけられ、12の大ザミーンダール家族のうち、10が没落する。没落したザミーンダールの救済処置は実施されず、地租改正と並行して大ザミーンダールの弱体化が進められた。
ザミーンダールは地税の徴収を請負人（中間地主）に委任し、さらに請負人から徴収を委任された下位の請負人が存在していた。地方によっては、ザミーンダールから農民の間に17の請負人が存在していたと言われている。従来土地で行われる生産活動には土地共同体全体の維持に必要な費目が設定されていたが、ザミーンダーリー制度の元では土地から得られる権益はザミーンダールに集中し、土地と縁の薄い外部の人間がザミーンダールとなった場合には地域社会に大きな影響が現れた。
土地に集中して注ぎ込まれた民族資本は地租として徴収され、農民層の逃亡が頻発した。イギリスによって土着工業が抑圧されたため、農民の工業労働力は停滞し、彼らはやむなく農村にとどまった。ザミーンダールたちは商工業で指導的な役割を果たすことは無く、彼らは農民が払う地代によって生活した。こうした悪条件化で地代の負担が増加した農民は負債を抱え、農村の封建性はより強くなる。
1830年代以後には、地税の永代定額制度（Permanent Settlement）が政府の収入増加を阻んでいる批判を受けて、ウッタル・プラデーシュ地方のアワド、マディヤ・プラデーシュ地方で定期変更制（Temporary Settlement）のザミーンダーリー制度が導入された。定期変更制では20-30年ごとに税額の再査定が実施されたが、再査定では必ず税額の引き上げが行われ、永代定額制度と同様に農民に重い負担がのしかかった。インド独立後に実施された土地改革によって、ザミーンダールと請負人の大部分は廃止された。
地税制度に関する研究では、ザミンダーリー制度が行われた地域は不平等レベルが高く、他の制度の地域と比べて現在でも公共財の普及が遅れており、識字率や政治への参加率が低く、農業技術の導入が遅れたため農業の生産性が低いという結果が出た。